# Jane Elliott
Jane Elliott (* 27. Mai 1933 oder 30. November 1933 in Riceville, Iowa) ist eine amerikanische Lehrerin, die als Antirassismus-Aktivistin bekannt ist. Sie entwickelte 1968 den bekannten „Blue Eyed Workshop“ und verfasste mehrere Drehbücher zu Dokumentarfilmen rund um die Themenbereiche Vorurteile und Rassismus. Sie ist mit Abwandlungen des Workshops auch heute noch auf Vortragsreisen in der ganzen Welt aktiv. Sie berichtet, dass die Ergebnisse sich über die vielen Jahre, in denen sie die Workshops gibt, nicht verändert haben und dass es auch keine Unterschiede zwischen Teilnehmern aus verschiedenen Ländern gibt.